# Rogeria inermis
Rogeria inermis är en myrart som beskrevs av Mann 1922. Rogeria inermis ingår i släktet Rogeria och familjen myror. Inga underarter finns listade i Catalogue of Life.